# وارهام، دورست
latitudeوارهام، دورستlongitudeوارهام، دورست
وارهام، دورست (به انگلیسی: Wareham, Dorset) یک شهرک در بریتانیا است که در انگلستان واقع شده‌است.

## خصوصیات
وارهام ۵٬۶۶۵ نفر جمعیت دارد.

## خواهرخوانده
شهر همزباخ خواهرخواندهٔ وارهام، دورست هست.